# Benediktinorden

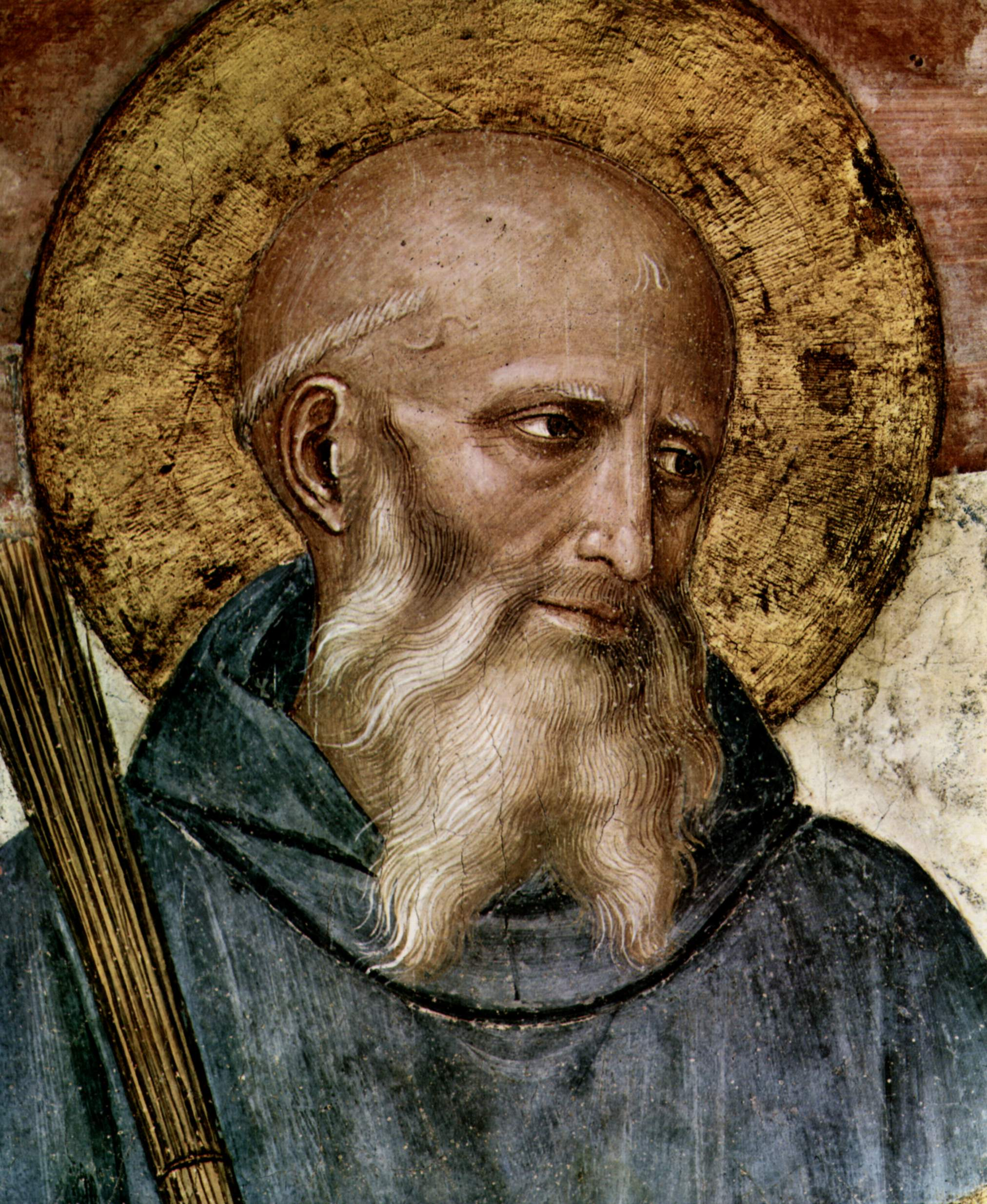
Benedikt av Nursia, grundare av benediktinorden. Fresk av Fra Angelico.

Benediktinorden (Ordo Sancti Benedicti, O.S.B.) är en katolsk klosterorden grundad av Benedikt av Nursia år 529. Deras regler innefattar att leva i fattigdom, kyskhet, lydnad samt under plikt att stanna kvar i sitt kloster, stabilitas loci. De höga kraven gjorde benediktinorden till en kulturspridande faktor i Europa. Benediktinorden omfattar både munk- och nunnekloster.

## Historia

### Bakgrund
Påve Gregorius den store visade mycket intresse för Benedikt och hans verk. Han författade den första biografin över Benedikt cirka år 600. Den heter Dialoger och är vår enda källa för kunskapen om hans liv och även historien om benediktinorden i början.
Benediktiner kallas de munkar och nunnor, som antagit den ordensregel som fastställdes av Benedikt av Nursia år 529. Utgående från klostret Monte Cassino, utbredde sig Benedikts regel och dess anhängare efter hand över nästan hela västerlandet. Benediktinklostren blev snart verkliga plantskolor för såväl andlig som materiell odling: på samma gång som benediktinorden och andra ordnar som utgått från denna varit pionjär för en rikare ekonomisk utveckling i västerlandet, räddades genom benediktinernas försorg en inte ringa del av antikens vetenskapliga skatter åt eftervärlden. 

### Tidig utveckling
Redan omkring 575 verkar Gregorius ha grundat ett benediktinkloster i Rom, och till Augustinus del av världen. Orden spred sig vidare till Sicilien, till Spanien, där Isidorus och Fructuosus regler förråder bekantskap med Benedikts, samt redan i förra hälften av 600-talet till frankerriket, där redan Donatus regel är påverkad av Benedikts. 
På en synod i Autun 670 nämns Benedikts regel såsom enda rättesnöre för klostren, och på de synoder som sammankallades av Karloman och Bonifatius I åren 742 och 743 erkändes dess giltighet för alla såväl munk- som nunnekloster. Men hand i hand med den yttre framgången insmög sig snart en förvärldsligad anda bland benediktinerna. Dels i följd av klostrens lösa förbindelse sinsemellan, dels genom de rikedomar som där alltmera hopade sig genom klostrens och klostergodsens förvandling till vasallskap, vilkas innehavare ofta var världsliga herrar utan sinne för sina kyrkliga plikter och uppgifter, dels och slutligen genom att klostren fritogs från biskoparnas uppsikt (exemtion) och abbotarnas redan i regeln grundade maktställning, vilken ökade ytterligare genom exemtionen, gav den tidigare stränga tukten vika för egenmäktighet och sedeslöshet, och det tidigare varma intresset för kulturen – den materiella såväl som den andliga – höll på att utslockna. Även yttre våld – normandernas och saracenernas angrepp – hotade det västerländska klosterväsendet med undergång. 

### Reformer
Då uppträdde män som med framgång försökte genomföra en klosterreform. Bland dem märks särskilt Benedikt av Aniane (d. 821) samt en rad abbotar i Cluny: Berno (d. 927), Odo (d. 941) och Odilo (d. 1049). I den kluniacenskongregation som de skapade uppstod den första organiserade klosterorden, och därmed inleddes ett nytt skede i det västerländska klosterväsendets utveckling. Efter kluniacensreformen kan ordens historia indelas i fyra perioder: 
1. till omkr. 1200,
2. från omkr. 1200 till tridentinska mötet,
3. från tridentinska mötet till den franska revolutionen, samt
4. från revolutionen till samtiden.

Den första perioden är benediktinernas glansperiod, inledd och framkallad av kluniacensreformen. Efter detta mönster bildade sig på benediktinsk grund andra kongregationer: Vallombrosa- och Hirschaukongregationerna, som genom införandet av lekbröder (lat. conversi) i klostren skapade en ny faktor av betydelse i klosterväsendets ekonomiska utveckling, kamaldulenserna, Grammont-, Fontévrauld- och kartusianordnarna samt slutligen 
cisterciens-(bernhardin-)orden, vars utbrytande ur benediktinernas led avslutar denna period. 
Den andra perioden är en tid av tilltagande förfall och fruktlösa reformförsök. Fjärde laterankonciliet (1215) införde treåriga generalkapitel samt visitationer av klostren mellan generalkapitlen; även följande koncilier (Vienne 1311, Valencia 1322) sökte, men med föga framgång, upphjälpa den sjunkna klostertukten. Påve Benedictus XII utfärdade 1336 en ny utförlig stadga för benediktinerna som indelade orden i 36 provinser och föreskrev årliga kapitel i varje kloster samt treåriga generalkapitel i varje provins. Även på Konstanzkonciliet (1414–1418) gjordes flera nya reformförsök i avseende på benediktinorden, men utau synnerlig framgång. 
Först den katolska motreformationen medförde ett nytt uppsving. De tridentinska reformdekreten av 3–14 december 1563 inskärpte de gamla föreskrifterna om kapitel, generalkapitel och visitationer samt tillfogade nya om klostrens och dess invånares egendom, novitiatet med mera. Nya kongregationer uppkom inom benediktinernas krets, av vilka den viktigaste var den helige Maurus kongregation, stiftad 1618. Hos maurinerna uppblomstrade ett rikt vetenskapligt liv, med frukter som bland annat framträtt i form av upplagor av kyrkofädernas skrifter och även banbrytande arbeten inom de historiska hjälpvetenskaperna sådana som Jean Mabillons "De re diplomatica" (Paris 1681) och Dantines, Durands och Clémencets "L’art de vérifier les dates" (Paris 1750). 

### Utbredning och senare tid
För att göra sig en föreställning om benediktinernas vidsträckta utbredning kan man påminna om att de omkring år 1780 hade ungefär 37 000 kloster (abbotsstift och priorat). Revolutionstiden medförde både i Frankrike, Tyskland och Österrike en massekularisation av kloster. Mot slutet av 1800-talet och början av 1900-talet upplevde orden ett nytt uppsving, och räknade omkring 500 kloster, de flesta i Amerika, Frankrike och Österrike.

## Benediktinorden i Sverige
Inom katolska kyrkan finns i Sverige två kvinnliga benediktinkloster, Heliga Hjärtas Kloster vid Omberg och Jesu Moder Marias Kloster utanför Tomelilla, samt ett manligt, Den Helige Benedictus kloster utanför Tomelilla. Dessutom finns ett manligt benediktinkloster inom Svenska kyrkan, Östanbäcks kloster utanför Sala.

## Några benediktiner
Pierre Pérignon, som uppges ha uppfunnit champagnen, var benediktin, och Dom Pérignon är uppkallad efter honom. Några författare som var benediktiner är Hildegard von Bingen, François Rabelais och Petrus Damianus. Flera påvar har varit benediktiner, som Nicolaus III, Celestinus V och Stefan IX.

### Galleri

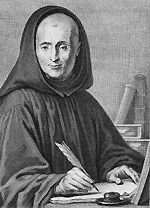
Jean Mabillon
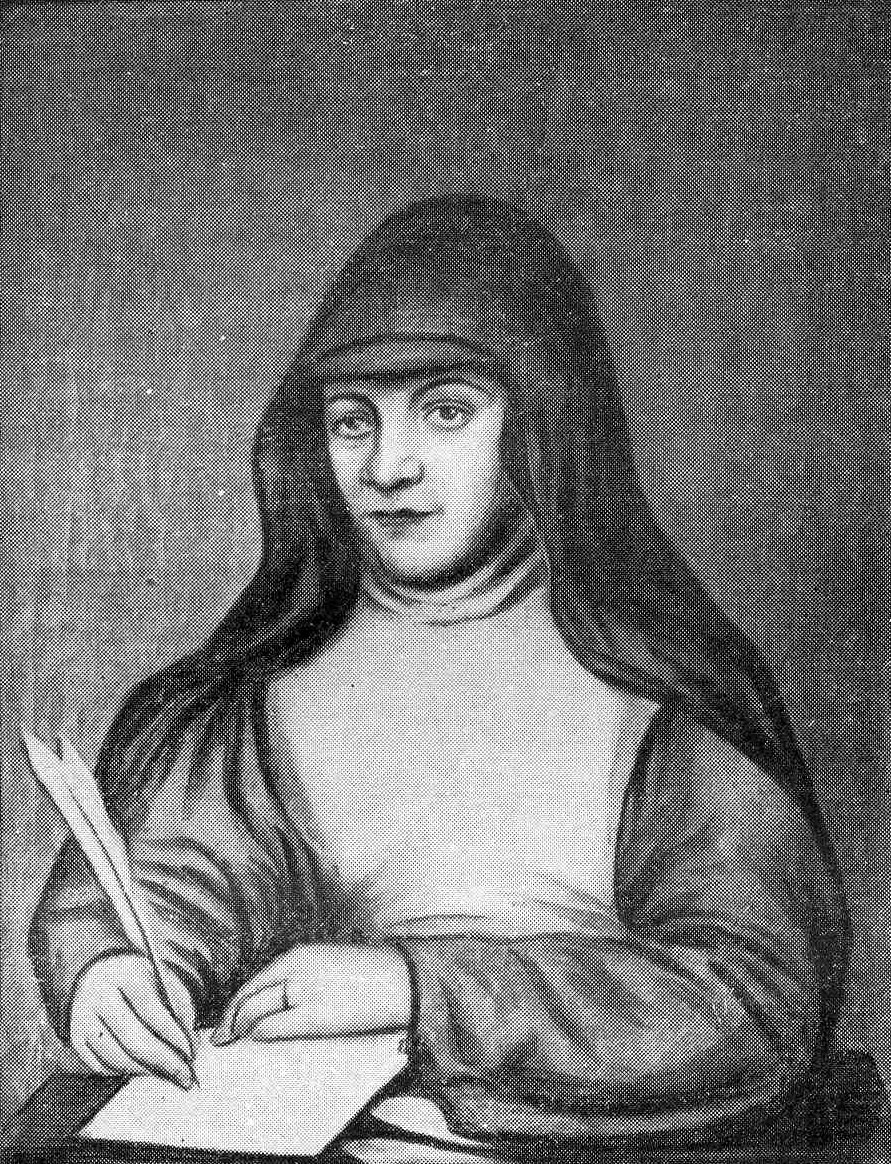
Rosalie Javouhey, benediktinnunna